# Jacques-Joseph Remy
Jacques-Joseph Remy (* 18. April 1811 in Charmey; † 1. August 1859 in Bulle) war ein Schweizer Politiker. Von 1848 bis 1851 gehörte er dem Nationalrat an.

## Biografie
Remy war ein Sohn des Notars und Gemeindepräsidenten von Charmey Jacques Remy. Er besuchte das Kollegium St. Michael in Freiburg und machte 1832 das juristische Examen. Von 1835 bis 1846 war er Vize-Staatsschreiber, 1847 Richter am Bezirksgericht Greyerz. Remy wurde 1837 in den Grossen Rat des Kantons Freiburg gewählt, den er 1849/50 präsidierte. Im Januar 1847 an einem radikalliberalen Aufstand ländlicher Regionen, der von den Katholisch-Konservativen niedergeschlagen wurde.
Nach der Kapitulation Freiburgs im Sonderbundskrieg übernahm Remy 1848 als erster Radikaler das Amt des Oberamtmanns des Bezirks Greyerz. Im Oktober desselben Jahres kandidierte er bei den ersten Nationalratswahlen. Dabei wurde er mit 100 Stimmen und bei einer Wahlbeteiligung von etwas mehr als 3 Prozent gewählt, da man die Konservativen des Greyerzerlandes gezielt vom Wählen fernhielt. Nationalrat blieb Remy bis 1851; ein Jahr später trat er von allen öffentlichen Ämtern zurück, um sich seinem Geschäft in Bulle zu widmen.